# Судиенко, Евгений Александрович
Евге́ний Алекса́ндрович Судие́нко (1870—1919) — русский общественный деятель и политик, член IV Государственной думы от Черниговской губернии.

## Биография
Родился 25 мая 1870 года[по какому календарю?]. Происходил из потомственных дворян Черниговской губернии — сын уездного предводителя дворянства Александра Михайловича Судиенко (1832—1882) и Ольги Владимировны, урождённой Туманской (1847—?).
Окончил юридический факультет Московского университета (1898). По окончании университета занялся сельским хозяйством и общественной деятельностью.
Был землевладельцем Новгород-Северского уезда (3200 десятин при селе Очкине), домовладелец Новгород-Северска (дом, оцененный в 30 тысяч рублей). Избирался почётным мировым судьёй (1898—1917), гласным Новгород-Северского уездного и Черниговского губернского земских собраний (с 1899), Новгород-Северским уездным предводителем дворянства (1907—1917). Состоял председателем Экономического совета Новгород-Северского уезда. Дослужился до чина надворного советника, имел придворный чин камер-юнкера. В 1912 году участвовал в съезде Объединного дворянства как делегат черниговского дворянства.
В 1912 году был избран в члены Государственной думы от Черниговской губернии 2-м съездом городских избирателей. Входил во фракцию центра, а с 1915 — и в Прогрессивный блок. Состоя секретарем бюджетной комиссии (с 16 июня 1916), а также членом комиссий: по направлению законодательных предложений, по борьбе с немецким засильем, сельскохозяйственной и по переселенческому делу.
Во время Февральской революции находился в Петрограде, был командирован Временным комитетом Государственной думы в Черниговскую губернию. В сентябре 1917 был арестован крестьянами села Очкина, но по распоряжению губернского комиссара освобожден.
В конце 1917 выехал на Дон, где через два года погиб при неизвестных обстоятельствах.

## Семья
Был женат на Марии Ксавериевне Фосс (1874—1942), дочери генерал-майора К. Ю. Фосса. После смерти мужа Мария Ксавериевна переехала в Москву, работала переводчиком в институте ЭНИМС. В январе 1942 года была арестована, приговорена к расстрелу по статье 58 УК РСФСР и через два месяца расстреляна.

## Награды
- Орден Святого Владимира 4-й ст.
- Орден Святого Станислава 2-й ст.
- Орден Святой Анны 2-й ст.